# Жеребцов, Борис Александрович
Бори́с Алекса́ндрович Жеребцо́в (1921 — 1984) — советский этнограф, исследователь культуры сахалинских айнов, директор Сахалинского областного краеведческого музея в 1950—1952 гг.

## Биография
Борис Александрович Жеребцов родился в 1921 году.
Борис Александрович — советский этнограф.
- Он — исследователь культуры сахалинских айнов[3][4][5].
- 1950—1952 гг. — директор Сахалинского областного краеведческого музея.

исследователь культуры сахалинских айнов
Борис Александрович скончался в 1984 году.

### Отзывы
Настоящим золотым фондом краеведческого музея можно считать материалы, собранные его научным сотрудником, этнографом Борисом Александровичем Жеребцовым, – известным исследователем культуры сахалинских айнов.

## Интересные факты
- Труды Бориса Александровича издавались посмертно.
- Он писал про инау.
- Борис Александрович Жеребцов есть в энциклопедии Сахалина[7][8].